# Jacob van Zuylen van Nijevelt
Pour les articles homonymes, voir Van Zuylen van Nijevelt.
Jacob Pieter Pompejus baron van Zuylen van Nijevelt, né à Dordrecht le 29 juin 1816 et mort à La Haye le 4 novembre 1890 est un noble du Gueldre et homme d'État des Pays-Bas.

## Biographie
Initialement, Van Zuylen van Nijevelt est partisan de Thorbecke et ministre des Affaires étrangères dans son premier gouvernement. Après son troisième mariage en 1857, avec une des filles de l'ancien Président du Conseil Jan Jacob Rochussen, il devient plus conservateur, essentiellement sous l'influence de son beau-père.
En 1861, pendant quelques mois seulement, il est Président du Conseil lui-même. Par la suite, il est membre de la chambre basse et leader politique des Zuylianen, groupement qui agit contre les libéraux et les anti-révolutionnaires. Plus tard, il est représentant des Pays-Bas à Paris, et jusqu'à un âge avancé, membre du Sénat.

## Source
- (nl) Cet article est partiellement ou en totalité issu de l’article de Wikipédia en néerlandais intitulé « Jacob van Zuylen van Nijevelt » (voir la liste des auteurs).